# 맷 딜런
매슈 레이먼드 "맷" 딜런(영어: Matthew Raymond "Matt" Dillon, 1964년 2월 18일 ~ )은 미국의 배우이다. 《크래쉬》(2004)로 2006년 제78회 아카데미상, 제63회 골든 글로브상, 제59회 영국 아카데미 영화상 남우조연상 후보에 지명되었다. 잭 케루악의 《길 위에서》 오디오북 녹음으로 2001년 제43회 그래미상 오디오북 부문 후보에 오르기도 했다.

## 작품 목록

### 영화 출연
- 오버 디 에지 (1979)
- 라이어스 문 (1982)
- 럼블 피쉬 (1983)
- 아웃사이더 (1983)
- 드러그스토어 카우보이 (1989)
- 클럽 싱글즈 (1992)
- 세인트 오브 뉴욕 (1993)
- 골든 게이트 (1994)
- 투 다이 포 (1995)
- 뷰티풀 걸 (1996)
- 알비노 앨리게이터 (1996)
- 인 앤 아웃 (1997)
- 메리에겐 뭔가 특별한 것이 있다 (1998)
- 인 앤 아웃 (1998)
- 맥쿨에서의 하룻밤 (2001)
- 크래쉬 (2004)
- 삶의 가장자리 (2005)
- 허니문 크래셔 (2006)
- 고잉 인 스타일 (2017) - 해머 역
- Head Full of Honey (2018)
- 살인마 잭의 집 (2018) - 잭 역
- 폰조 (2020) - 조니 역
- 애스터로이드 시티 (2023) - 행크 역

### 영화 연출
- The Great Fellove (2020) - 다큐멘터리, 총괄 제작 겸임

### 텔레비전 출연
- 웨이워드 파인즈 (2015)

### 오디오북 녹음
- 길 위에서 (2000)[1]